# Классика Брюгге — Де-Панне (женская)
Классика Брюгге — Де-Панне (нидерл. Classic Bruges-De Panne) — шоссейная однодневная велогонка, проходящая по территории Бельгии с 2018 года. Является женской версией мужской гонки Классика Брюгге — Де-Панне.

## История
В 2018 году мужская многодневная гонка Три дня Брюгге — Де-Панне (нидерл. Driedaagse Brugge–De Panne), проходившая в течение трёх дней с 1977 года, вынуждена была изменить время своего проведения.
Чтобы сохранить трёхдневный формат и втиснутся между всеми гонками мужского Мирового тура была разработана новая концепция проведения велогонки. В первые два дня (вторник и среда) было решено проводить соревнования среди мужчин. А в третий день (четверг) — новую однодневную гонку среди женщин.
Только что созданная новая женская гонка сразу вошла в календарь Женского мирового тура UCI.
В 2020 году из-за пандемии COVID-19 гонка была перенесена c конца марта на конец октября.
В 2021 году организаторы отказались от прежнего названия, сменив его на Классика Брюгге — Де-Панне.
Маршрут гонки проходит в провинции Западная Фландрия (Фламандский регион). Старт располагается Брюгге откуда трасса следует вдоль побережья Северного моря в направлении Вёрне. После этого начинается финальный круг, включающий продуваемый ветрами Де-Мурен, который нужно преодолеть 2,5 раза. Финиш находиться в Де-Панне. Профиль трассы абсолютный плоский. Общая протяжённость дистанции колеблется в интервале от 135 до 165 км.
Главным спонсором является компания Exeterioo.

## Призёры
| Год  | Победитель       | Второй                 | Третий            |
| ---- | ---------------- | ---------------------- | ----------------- |
| 2018 | Жольен Д'Ор      | Хлоя Хоскинг           | Кристине Маерус   |
| 2019 | Кирстен Вилд     | Лорена Вибес           | Лотте Копеки      |
| 2020 | Лорена Вибес     | Лиза Бреннауэр         | Лотте Копеки      |
| 2021 | Грейс Браун      | Эмма Норсгор-Йёргенсен | Жольен Д'Ор       |
| 2022 | Элиза Бальзамо   | Лорена Вибес           | Марта Бастианелли |
| 2023 | Пфейффер Джорджи | Элиза Бальзамо         | Лорена Вибес      |
| 2024 | Элиза Бальзамо   | Шарлотта Кол           | Дарья Пикулик     |
| 2025 | Лорена Вибес     | Кьяра Консонни         | Элиза Бальзамо    |